# Cortex Command
Cortex Command (англ. cortex — кора головного мозга и command — приказ, управление) — компьютерная игра в жанре платформер в формате 2D от компании Data Realms LLC.

## Сюжет
В недалёком будущем человечество погрузилось в тёмные века. Во время бесконечных войн и хаоса люди изобретают технологию, благодаря которой они могут покидать своё физическое тело, помещая мозг в специальные установки, поддерживающие их существование искусственным способом, при этом мозг получал возможность управления другими телами. Следом за этим люди смогли выйти в далекий космос и начали исследовать его. Человечество наладило связь с другими цивилизациями, стала развиваться межпланетная торговля. Но быстро развивающейся расе людей требовалось очень много ресурсов для поддерживания своего существования, поэтому они приняли участие в войне за новую неизведанную планету, полную ценных ресурсов. На орбите планеты была построена космическая станция «TradeStar» (Торговая Звезда), с которой на поле битвы различным сторонам боевых действий посылались солдаты, оружие и инструменты.

## Игровой процесс
Игра заключается в управлении каким-либо «актёром» (англ. actor). Пока актёр не принимает прямые сигналы мозга, он переходит в пассивный режим и обороняет то место, на котором стоит. Также актёров можно переводить в различные режимы, такие как: добыча золота, следование к точке/за другим актёром, патрулирование местности, охоту за вражеским мозгом и удержание позиции в том числе.
В процессе игры можно совершать покупки с космической станции «TradeStar», платя за это золотом, добытым особым инструментом — буром (англ. digger).
В игре имеются режимы «Сценарий» (англ. Scenario) и «Кампания» (англ. Campaign):

### Кампания
Игроку в распоряжение дается планета с указанными на ней залежами руды, которые он может оккупировать. Принимать участие в игре может от двух до четырёх игроков — как ИИ, так и реальные.
Игроки могут застроить свои территории базами, которые сохраняются после боев, и пробовать штурмовать чужие базы. Раз в день (ход) игроки получают 1000 монет с каждой территории, которые разрешено тратить на строительство баз или покупку войск.

### Сценарий
В игре присутствуют разные сценарии: от обучения и защиты бункера до уничтожения фабрики зомби и различных миниигр. В каждой версии игры появляются новые, более проработанные сценарии.

### Схватка
До начала сражения игроки могут построить себе базу — сеть бункеров и построек, созданных на карте за золото. Также до сражения на карту помещается мозг, который является главным компонентом на вашей базе. При помощи мозга игрок может управлять всеми своими «актерами», а также закупать снаряжение и новых «актеров». В случае уничтожения мозга — игрок проигрывает. В игре могут одновременно участвовать до четырёх игроков, при этом двое могут настроить управление под стандартную клавиатуру, а остальные двое — на геймпады.
В последней версии игры стала доступна возможность игры за четыре разных команды (красные, синие, зелёные и жёлтые), цвета которых помечались соответствующими значками над головами актёров.
Игроки могут быть как вместе, так и в разных командах. В первом случае каждый игрок при едином мозге может контролировать за раз одно тело и совершать покупки, платя сразу же из всех капиталов своих союзников, но добыча ведётся отдельно — это «плата» за союз. Во втором случае игроки находятся в разных командах друг против друга. Если в какой-то команде нет ни одного игрока, она управляется искусственным интеллектом, имеющим четыре уровня сложности.

### Модификации
Cortex Command предоставляет широкие возможности дополнения игрового процесса: новые персонажи, оружие, эффекты.
Модификации используют простой синтаксис INI для создания элементов игры. Также в игре доступна поддержка языка Lua.

## Отзывы и продажи
| Сводный рейтинг | Сводный рейтинг    |
| Агрегатор       | Оценка             |
| --------------- | ------------------ |
| Metacritic      | 44/100 (7 обзоров) |

Игра получила смешанные отзывы. На сайте-агрегаторе Metacritic средняя оценка игры составляет 44 из 100 на основе 7 обзоров для платформы PC.
Летом 2018 года, благодаря уязвимости в защите Steam Web API, стало известно, что точное количество пользователей сервиса Steam, которые играли в игру хотя бы один раз, составляет 841 552 человека.